# Coeficiente de correlación de Spearman

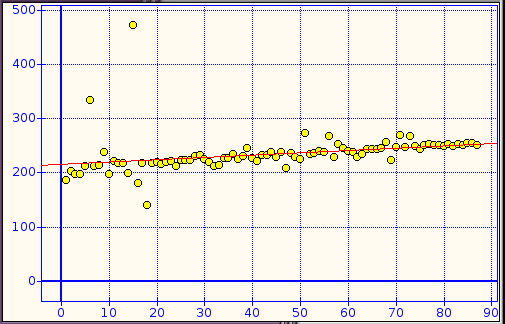
El coeficiente de correlación de Spearman es menos sensible que el de Pearson para los valores muy lejos de lo esperado. En este ejemplo: Pearson = 0.30706 Spearman = 0.76270

En estadística, el coeficiente de correlación de Spearman, ρ (ro) es una medida de la correlación (la asociación o interdependencia) entre dos variables aleatorias (tanto continuas como discretas).
Para calcular ρ, los datos son ordenados y reemplazados por su respectivo orden.
El estadístico ρ viene dado por la expresión:
{\displaystyle \rho =1-{\frac {6\sum D^{2}}{N(N^{2}-1)}}}
donde D es la diferencia entre los correspondientes estadísticos de orden de x - y. N es el número de parejas de datos.
Se tiene que considerar la existencia de datos idénticos a la hora de ordenarlos, aunque si estos son pocos, se puede ignorar tal circunstancia
Para muestras mayores de 20 observaciones, podemos utilizar la siguiente aproximación a la distribución t de Student
{\displaystyle t={\frac {\rho }{\sqrt {(1-\rho ^{2})/(n-2)}}}}
La interpretación de coeficiente de Spearman es igual que la del coeficiente de correlación de Pearson. Oscila entre -1 y +1, indicándonos asociaciones negativas o positivas respectivamente, 0 cero, significa no correlación pero no independencia. La tau de Kendall es un coeficiente de correlación por rangos, inversiones entre dos ordenaciones de una distribución normal bivariante.

## Ejemplo
Los datos brutos usados en este ejemplo se ven debajo.
| CI  | Horas de TV a la semana |
| 106 | 7                       |
| 86  | 0                       |
| 100 | 28                      |
| 100 | 50                      |
| 99  | 28                      |
| 103 | 28                      |
| 97  | 20                      |
| 113 | 12                      |
| 113 | 7                       |
| 110 | 17                      |

El primer paso es ordenar los datos de la primera columna. Se agregan dos columnas 'orden(i)' y 'orden(t)'
Para el orden i, se ordenarán de menor a mayor los valores de la columna CI, y se asignarán los valores según la posición asignada. Por ejemplo, para el valor 99, al ordenar la primera columna estará en posición 3, por lo que orden(i) =3 ya que ocupa el 3.er lugar. Sin embargo, para el caso en que el valor se repita más de una vez, se debe calcular el promedio de su posición. Por ejemplo, luego de ordenar la primera fila, el valor 100 se encuentra tanto en la posición 4 y 5. Dado que se repite dos veces, se debe sumar sus posiciones y calcular su promedio, es decir (4+5)/2 = 4.5, correspondiente a su valor de orden(i).
Para el orden t, se debe hacer lo mismo pero ordenando según'Horas de TV a la semana'. Para no hacer otro cuadro, la secuencia ordenada quedaría:
```
    T = { 0, 7, 7, 12, 17, 20, 28, 28, 28, 50 }
```

Para este caso, el orden para cada elemento sería respectivamente:
```
 orden(t) = { 1, 2, 3, 4,  5, 6, 7, 8, 9, 10 }
```

Sin embargo, el valor de orden está dado por el valor promedio de sus posiciones, así para:
7   aparece 2 veces, sumando sus posiciones = ( 2 + 3 ) / 2     = 2.5
28  aparece 3 veces, sumando sus posiciones = ( 7 + 8 + 9 ) / 3 = 8
50  aparece 1 vez, sumando sus posiciones = 10 / 1 = 10
Después, se deben crear dos columnas más, una columna "d" que muestra las diferencias entre las dos columnas de orden y, otra columna "d2", correspondiente al cuadrado de los valores de "d".
Una vez realizado el procedimiento anterior con los datos del ejemplo, se debería tener una tabla como lo siguiente:
| CI (i) | Horas de TV a la semana (t) | orden(i) | orden(t) | d   | d2    |
| 86     | 0                           | 1        | 1        | 0   | 0     |
| 97     | 20                          | 2        | 6        | 4   | 16    |
| 99     | 28                          | 3        | 8        | 5   | 25    |
| 100    | 50                          | 4.5      | 10       | 5.5 | 30.25 |
| 100    | 28                          | 4.5      | 8        | 3.5 | 12.25 |
| 103    | 28                          | 6        | 8        | 2   | 4     |
| 106    | 7                           | 7        | 2.5      | 4.5 | 20.25 |
| 110    | 17                          | 8        | 5        | 3   | 9     |
| 113    | 7                           | 9.5      | 2.5      | 7   | 49    |
| 113    | 12                          | 9.5      | 4        | 5.5 | 30.25 |

Nótese como el número de orden de los valores que son idénticos es la media de los números de orden que les corresponderían si no lo fueran.
Los valores de la columna d2 pueden ser sumados para averiguar {\displaystyle \sum d_{i}^{2}=196}. El valor de n es 10. Así que esos valores pueden ser sustituidos en la fórmula.
{\displaystyle \rho =1-{\frac {6\times 196}{10(10^{2}-1)}}}
De lo que resulta {\displaystyle \rho =-0.187878787879}.

## Determinando la significación estadística
La aproximación moderna al problema de averiguar si un valor observado de ρ es significativamente diferente de cero (siempre tendremos -1 ≤ ρ ≤ 1) es calcular la probabilidad de que sea mayor o igual que el ρ esperado, dada la hipótesis nula, utilizando un test de permutación. Esta aproximación es casi siempre superior a los métodos tradicionales, a no ser que el conjunto de datos sea tan grande que la potencia informática no sea suficiente para generar permutaciones (poco probable con la informática moderna), o a no ser que sea difícil crear un algoritmo para crear permutaciones que sean lógicas bajo la hipótesis nula en el caso particular de que se trate (aunque normalmente estos algoritmos no ofrecen dificultad).
Aunque el test de permutación es a menudo trivial para cualquiera con recursos informáticos y experiencia en programación, todavía se usan ampliamente los métodos tradicionales para obtener significación. La aproximación más básica es comparar el ρ observado con tablas publicadas para varios niveles de significación. Es una solución simple si la significación solo necesita saberse dentro de cierto rango, o ser menor de un determinado valor, mientras haya tablas disponibles que especifiquen los rangos adecuados. Más abajo hay una referencia a una tabla semejante. Sin embargo, generar estas tablas es computacionalmente intensivo y a lo largo de los años se han usado complicados trucos matemáticos para generar tablas para tamaños de muestra cada vez mayores, de modo que no es práctico para la mayoría extender las tablas existentes.
Una aproximación alternativa para tamaños de muestra suficientemente grandes es una aproximación a la distribución t de Student. Para tamaños de muestra más grandes que unos 20 individuos, la variable
{\displaystyle t={\frac {\rho }{\sqrt {(1-\rho ^{2})/(n-2)}}}}
tiene una distribución t de Student en el caso nulo (correlación cero). En el caso no nulo (ej: para averiguar si un ρ observado es significativamente diferente a un valor teórico o si dos ρs observados difieren significativamente), los tests son mucho menos potentes, pero puede utilizarse de nuevo la distribución t.
Una generalización del coeficiente de Spearman es útil en la situación en la cual hay tres o más condiciones, varios individuos son observados en cada una de ellas, y predecimos que las observaciones tendrán un orden en particular. Por ejemplo, un conjunto de individuos pueden tener tres oportunidades para intentar cierta tarea, y predecimos que su habilidad mejorará de intento en intento. Un test de la significación de la tendencia entre las condiciones en esta situación fue desarrollado por E. B. Page y normalmente suele conocerse como Page's trend test para alternativas ordenadas.

## Fuente
Wikipedia. Traducción del inglés.
- Datos: Q1126730
- Multimedia: Spearman's rank correlation coefficient / Q1126730